# Suresnes
Suresnes je zahodno predmestje Pariza in občina v osrednjem francoskem departmaju Hauts-de-Seine regije Île-de-France, na levem bregu reke Sene. Leta 1999 je imelo naselje 39.706 prebivalcev.
V občini se nahaja utrdba Fort du Mont-Valérien, spomenik francoskim bojevnikom.

## Administracija
Suresnes je sedež istoimenskega kantona, vključenega v okrožje Nanterre.

## Zgodovina
Utrdba Fort du Mont-Valérien je bila zgrajena leta 1841 kot del mestnega obroča sodobnih fortifikicij. V času francosko-pruske vojne je odigrala pomembno vlogo pri obrambi Pariza. Njena predaja je bila ena glavnih točk premirja, sklenjenega med francosko vlado in nemškim kanclerjem Ottom von Bismarckom 17. januarja 1871, s katerim so jo Nemci okupirali v zameno za pošiljko hrane stradajočemu mestu. Med drugo svetovno vojno je služila kot nemški zapor, rabljen za usmrtitve zapornikov.
Leta 1974 je bil v Suresnesu držan 26. kongres Socialistične delavske stranke Španije, ki je bila v tem času pod Francovo Španijo prepovedana. Na njem je bil za generalnega sekretarja stranke izvoljen Felipe González in njegovo reformistično krilo, z njim pa se je stranka preusmerila od izgnancev k mladim Špancem, ki se niso borili v španski državljanski vojni.

## Pobratena mesta
- Beljak (Avstrija),
- Colmenar-Viejo (Španija),
- okrožje Göttingen (Nemčija),
- Hackney (Združeno kraljestvo),
- Hann. Münden (Nemčija),
- Holon (Izrael),
- Kragujevac (Srbija).